# 湯らっくす
湯らっくす（ゆらっくす）は、熊本県熊本市中央区のサウナ施設。

## 概要・沿革
熊本市にある「湯らっくす（サウナと天然温泉 湯けむり天国 湯らっくす）」は、温泉とサウナの施設で、1993年に創業。
2016年に大規模なリニューアルを行ない、「フィンランド式サウナ」「メディテーションサウナ」「大噴火瞑想サウナ 大阿蘇」3つのサウナが開業。
2019年にはテレビ東京のドラマ「サ道」の11-12話で主人公を演じる原田泰造が訪れるサウナとして登場した。
サウナ愛好家からは「西の聖地」として親しまれている。

## 設備
施設内には、温泉、3種類のサウナ、水風呂、休憩室、宿泊施設（ドミトリー、半個室、ホテル）などが併設されている。
温泉は、地下1,000メートルから湧き出る100%天然温泉を加水なしで利用しており、カルシウム・ナトリウム-塩化物温泉の泉質が特徴。
水風呂は男性側171cm、女性側153cmと「日本一深い水風呂」で、一日約8回全ての水が入れ替わる頻度で地下水を使用している。